# André Charrak
André Charrak, né en 1969, est un philosophe français spécialiste de l'histoire de la philosophie des XVIIe et XVIIIe siècles, de philosophie de la musique et de philosophie de la perception.

## Biographie
Ancien élève de l'École normale supérieure de Fontenay-Saint-Cloud (1989), il effectue une thèse sous la direction de Pierre-François Moreau intitulée Raison et perception : le problème de la résonance du corps sonore au dix-huitième siècle et ses implications philosophiques. Agrégé de Philosophie et lauréat de l'Académie des sciences morales et politiques (fondation Araxie Torossian), André Charrak est Professeur des Universités en philosophie à l'Université de Paris 1 - Panthéon-Sorbonne et membre de l'UMR 8103 au CNRS. Il est lauréat de la médaille de bronze du CNRS (2010).

## Publications
- Pierre Estève, Nouvelle découverte du principe de l’harmonie, avec un examen de ce que M. Rameau a publié sous le titre de Démonstration de ce principe (1752), édition, introduction et notes par André Charrak, Presses de l’ENS de Fontenay / Saint-Cloud, coll. « Theoria », 1997.
- Musique et philosophie à l’âge classique, Paris, PUF, coll. « Philosophies », 1998.
- CD-Rom Jean-Jacques Rousseau, Paris, édition Index+ 1999 - Rédaction des contenus.
- Raison et perception, fonder l'harmonie au XVIIIe siècle, Paris, Vrin, « Mathesis », 2001Ouvrage issu de la thèse de doctorat en philosophie (Raison et perception : le problème de la résonance du corps sonore au dix-huitième siècle et ses implications philosophiques) qu'il a soutenue à l'Université de Paris-Sorbonne en 1999 devant Catherine Kintzler, Frédéric de Buzon, Hugues Dufourt, Jean-Luc Marion et Pierre-François Moreau.
- Le Vocabulaire de Rousseau, Paris, Ellipses, 2002.
- Empirisme et métaphysique. L’Essai sur l’origine des connaissances humaines de Condillac, Paris, Vrin, « Bibliothèque d’histoire de la philosophie », 2003.
- Contingence et nécessité des lois de la nature au XVIIIe siècle. La philosophie seconde des Lumières, Paris, Vrin, « Bibliothèque d’histoire de la philosophie », 2006.
- Empirisme et théorie de la connaissance. Réflexion et fondement des sciences au XVIIIe siècle, Paris, Vrin, « Bibliothèque d’histoire de la philosophie », 2009.
- Rousseau, Emile, ou de l’éducation, introduction et annotation conceptuelle par André Charrak, Paris, Flammarion, coll. « GF », 2009.
- Rousseau. De l'empirisme à l'expérience, Paris, Vrin, « Bibliothèque d’histoire de la philosophie », 2013.